# كوسوكه أوتشيدا
كوسوكه أوتشيدا (باليابانية: 内田 昂輔) (2 أكتوبر 1987 في كيوتو في اليابان – )؛ هو لاعب كرة قدم ياباني سابق كان يلعب كلاعب وسط.

## وصلات خارجية
- كوسوكه أوتشيدا على موقع رابطة كرة القدم اليابانية للمحترفين (اليابانية)
- كوسوكه أوتشيدا على موقع قاعدة بيانات كرة القدم.إي يو (الإنجليزية)
- كوسوكه أوتشيدا على موقع Soccerway.com (الإنجليزية)
- كوسوكه أوتشيدا على موقع عالم كرة القدم.نت (الإنجليزية)